# ТОР «Амуро-Хинганская»
Территория опережающего социально-экономического развития «Амуро-Хинганская» — территория в Еврейской автономной области России, на которой установлен особый правовой режим осуществления предпринимательской деятельности. Создана в 2016 году. Основная специализация ТОР — сельское хозяйство, пищевая промышленность и логистика.

## Развитие территории
ТОР «Амуро-Хинганская» была создана на Дальнем Востоке в соответствии с постановлением Правительства РФ от 27 августа 2016 года № 847 "О создании территории опережающего социально-экономического развития «Амуро-Хинганская» на участках, расположенных на территории территориях муниципальных образований город Биробиджан, Ленинский район и Октябрьский район Еврейской автономной области.
Постановлением Правительства РФ от 24 июля 2021 года № 1253 «О внесении изменений в постановление Правительства Российской Федерации от 27 августа 2016 г. N 847» границы ТОР были расширены за счет участков в Облученском муниципальном районе ЕАО. Целевое назначение расширения границ — создание современного предприятия по глубокой переработке древесины в рамках инвестиционного проекта компании «ВТК Инвест», который до конца 2021 года стал резидентом ТОР «Амуро-Хинганская».
В декабре 2021 года было объявлено о создании на территории Биробиджана биомедицинского технопарка, который в дальнейшем станет резидентом ТОР «Амуро-Хинганская». Также в состав территории опережающего развития должен войти проект жилищной застройки «Дальневосточный квартал».
Требования к потенциальным резидентам предусматривают, что компания-соискатель должна быть зарегистрированы в ТОР «Амуро-Хинганская», не должны иметь филиалов вне ТОР, предоставить минимальный объем инвестиций не менее 500 тыс. рублей, не находиться в процессе ликвидации, банкротства или реорганизации и соответствовать профильным видам деятельности ТОР.
По официальным данным на конец 2021 года на территории опережающего развития зарегистрировано 4 резидента, общая сумма заявленных инвестиций составляет 7,6 млрд рублей, количество создаваемых рабочих мест — 1163.

## Резиденты
Резиденты территорий опережающего социально-экономического развития получают ряд налоговых льгот. В частности, нулевой налог на прибыль в течение 5 лет с момента первой прибыли, нулевой налог на землю в течение 3-5 лет, нулевые таможенные пошлины и таможенный НДС при применении процедуры свободной таможенной зоны и прочие льготы.
Якорные резиденты ТОР «Амуро-Хинганская» — компании «Биробиджанский Завод Металлоконструкций», «Дальграфит», «Амурпром». Также резидентами ТОР являются компании «Логистика» и «БирЗМ».